# Anacamptis palustris
Anacamptis palustris es una especie de orquídea incluida en el género Anacamptis.  Se distribuye principalmente por el Mediterráneo. 

## Descripción
Especie de hábito terrestre. Las hojas, oblongas y con una longitud de 5 cm, surgen desde los nódulos o tubérculos subterráneos. Estos tienen un tamaño máximo de 6 cm y son redondos.
Las inflorescencias, que son erectas en espiga oblonga a cilíndrica, salen de la roseta basal de hojas estando cubierto el tallo en 1/3 por una bráctea color verde claro.

Presenta una densa floración con flores pequeñas. Los tres sépalos son iguales en tamaño estando soldados convergentes hacia el centro y formando una especie de casco que cubre la columna. Los sépalos presentan un color púrpura uniforme en el haz y de color púrpura intenso en el envés.
 
El labelo sobresale debajo del casco 2/3 partes, es de color púrpura intenso con zona blanca con manchas y puntos púrpuras intensos. El labelo presenta una indentación en el extremo de la parte inferior con dos lóbulos laterales más anchos y el apéndice intermedio más estrecho y sobresaliendo poco más. Los dos lóbulos, uno a cada lado en la parte inferior, están ligeramente arqueados hacia fuera y divergentes.
 
Florece de abril hasta junio. El color puede variar desde el blanco a diferentes tonos de rosa.
La polinización es entomófila por los himenópteros del género Bombus (Apidae).

## Distribución y hábitat
Esta especie se encuentra por la cuenca del Mediterráneo, en la  Europa central y septentrional: aunque sus áreas de distribución están muy fragmentadas se extienden desde España al oeste hasta Anatolia y Rusia por el este, de Noruega y Suecia por el norte hasta Túnez por el sur.

En Italia se cuentan con pequeñas poblaciones, en Friuli-Venecia Julia, Veneto, Emilia-Romagna, Toscana, Lazio, Molise, Campania, Puglia y Basilicata.
La subespecie "robusta" es nativa del área del Mediterráneo occidental, y solamente se encuentra en tres lugares en el mundo: en la Albufera de Mallorca, y en dos localidades de Argelia y  Marruecos. La población mallorquina se estima en unos 1300 ejemplares, de los cuales unos 400 se encuentran dentro del ámbito del parque natural de la Albufera y las otras 900 se encuentran fuera, en la zona de Son Bosc.
Ante el intento de construcción de un campo de golf en Son Bosc, el GOB inicia una campaña para evitar la construcción y así proteger el único lugar de Europa donde crece esta especie.

Su hábitat natural son los pantanos y prados húmedos a la luz solar directa o media sombra, a una altitud de 0 a 500 m s. n. m.

## Taxonomía
Descrita en el 1786 como Orchis palustris por el botánico holandés Nikolaus Joseph von Jacquin, recientemente ha sido asignada al género Anacamptis.
Etimología
Anacamptis: nombre genérico que deriva de la palabra griega ανακάμτειν 'anakamptein', que significa 'doblado hacia adelante'.  
palustris: epíteto latino que significa "palustre"
El número cromosómico de Anacamptis palustris es 2n=36.

### Subespecies
- Anacamptis palustris subsp. elegans (Heuffel) R.M.Bateman& A.Pridgeon & M.W.Chase
- Anacamptis palustris subsp. robusta (T.Stephenson) R.M.Bateman &A.Pridgeon & M.W.Chase

### Híbridos
- Anacamptis × duquesnei (A. palustris × A. pyramidalis)

También son descritos híbridos con otros géneros de Orchidinae entre los cuales:
- × Serapicamptis (Anacamptis × Serapias)
- × Serapicamptis mutata (E.G.Camus) J.M.H.Shaw, 2005 ([A. palustris × S. neglecta)

Hay una especie muy similar, se puede confundir con el congenere A. laxiflora con el que comparte el hábitat. Se diferencia por el color más claro de sus flores y por la forma del labelo, que tiene el  lóbulo mediano más largo que los laterales.
Sinonimia
- (1787) Orchis palustris Jacq.
- (1826) Orchis mediterranea Guss
- (1844) Orchis laxiflora "var. palustris" (Jacq.) W.D.J. Koch
- (1894) Orchis laxiflora "subsp. palustris" (Jacq.) Bonnier & Layens
- (1931) Orchis palustris "var. robusta" T. Stephenson
- (1932) Orchis palustris "var. mediterranea" (Guss.) Schltr.
- (1969) Orchis palustris "subsp. mediterranea" (Guss.) Malag comb. inval.
- (1976) Orchis robusta (T. Stephenson) Gölz & H.R. Reinhard
- (1980) Orchis laxiflora "subsp. robusta" (T. Stephenson) H. Sund
- (1987) Orchis laxiflora "var. mediterranea" (Guss.) D. Rivera & López Vélez
- (1997) Anacamptis palustris (Jacq.) R.M. Bateman, Pridgeon & M.W. Chase
- (1997) Anacamptis palustris "subsp. robusta" (T. Stephenson) R.M. Bateman, Pridgeon & M.W. Chase
- (2003) Anacamptis robusta (T. Stephenson) R.M. Bateman[7]

## Etimología
El nombre científico Anacamptis deriva de la palabra griega ανακάμτειν 'anakamptein', que significa 'doblado hacia adelante'. El epíteto palustris hace referencia a que se encuentra en zona de praderas inundables.

## Usos medicinales
La harina de sus tubérculos llamada salep es muy nutritiva y demulcente. Se usa en dietas especiales de convalecientes y niños. Es muy rica en mucílago y forma una demulcente y suave gelatina que se usa para el canal gastrointestinal irritado. Una parte de harina con cincuenta partes de agua son suficientes para formar la gelatina. El tubérculo para preparar la harina debe ser recolectado cuando la planta está recién seca después de la floración y cuando ha soltado las semillas.[cita requerida]